# Half-Life: Alyx
Half-Life: Alyx é um jogo eletrônico de tiro em primeira pessoa em realidade virtual (VR) desenvolvido pela Campo Santo e Valve, sendo publicado pela Valve. Ocorrendo antes dos eventos de Half-Life 2, os jogadores controlam Alyx Vance enquanto ela e seu pai Eli lutam contra os alienígenas ocupantes denominados Combine. É o primeiro jogo da série Half-Life desde Half-Life 2: Episode Two, de 2007, e foi lançado em 23 de março de 2020 para Microsoft Windows.
Descrito pela Valve como seu jogo de VR "principal", Half-Life: Alyx foi desenvolvido com o motor gráfico Source 2 e suporta todos os fones de ouvido de VR compatíveis com PC. Os jogadores usam VR para interagir com o ambiente e combater inimigos, usando "luvas gravitacionais" para manipular objetos, da mesma forma que a arma gravitacional fazia em Half-Life 2. Os elementos tradicionais da série retornam, como exploração, quebra-cabeças e combate baseado em física.
Half-Life: Alyx foi aclamado pela crítica especializada, que elogiaram seus gráficos, dublagem, escrita e atmosfera. Foi citado por alguns como o primeiro aplicativo matador do VR.

## Premissa
Half-Life: Alyx obtém uma jogabilidade de realidade virtual (VR). Ele suporta todos os fones de ouvido VR compatíveis com PC, incluindo o Valve Index, HTC Vive, Oculus Rift, Oculus Quest e Windows Mixed Reality. Como a jogabilidade foi projetada em torno do VR, a Valve disse que não tem planos para uma versão que não seja de VR. Half-Life: Alyx também suporta mods de usuário através da Steam Workshop.
O jogo acontece antes do retorno de Gordon Freeman em Half-Life 2. Os jogadores controlam a aliada de Freeman, Alyx Vance, enquanto ela e seu pai Eli Vance lutam contra Combine, um império alienígena que conquistou a Terra. O designer David Speyrer disse que Alyx não seria um jogo episódico ou uma história paralela, mas "o próximo capítulo da história de Half-Life", do mesmo tamanho de Half-Life 2. Os jogadores usam VR para obter suprimentos, usar a interface, jogar objetos e entrar em combate. Como a arma gravitacional de Half-Life 2, as luvas gravitacionais permitem que os jogadores manipulem a gravidade. Elementos tradicionais da série Half-Life, como exploração, quebra-cabeças, combate e história, devem retornar. Todas as armas podem ser usadas com uma mão, pois a Valve queria que os jogadores tivessem uma mão livre para interagir com o mundo o tempo todo.

## Desenvolvimento
O jogo anterior da série Half-Life, Episode Two, foi lançado em 2007, terminando em um cliffhanger. Half-Life: Episode Three foi inicialmente programado para ser lançado no próximo ano, mas, à medida que seu escopo se expandia, os atrasos levaram a ser adiado indefinidamente. A Valve acabou abandonando o desenvolvimento episódico, achando contrário à crescente ambição deles com novos títulos, na esperança de escalar o terceiro episódio até uma sequência completa, mas isso também falhou em ganhar força. A Valve fez várias tentativas para desenvolver outros projetos de Half-Life, mas estava insatisfeita com o progresso deles. Além disso, ao desenvolver Half-Life 2 e a primeira versão do motor de jogo Source, a Valve decidiu concluir seu novo motor, o Source 2, antes de iniciar o desenvolvimento de um novo jogo da série Half-Life. Antes do anúncio do jogo, três escritores chave da franquia Half-Life, Marc Laidlaw, Erik Wolpaw e Chet Faliszek, deixaram a Valve. Os jornalistas aceitaram isso, juntamente com o suporte da Valve para outras franquias, como um indicador de que novos jogos da série Half-Life não estavam mais em desenvolvimento.
Em 2015, a Valve colaborou com a empresa de eletrônicos HTC para desenvolver o HTC Vive, um fone de ouvido de realidade virtual lançado em 2016. A Valve experimentou jogos em realidade virtual e, em 2016, lançou The Lab, uma coleção de minijogos em realidade virtual. A Valve reconheceu que muitos jogadores queriam um jogo AAA de VR mais ambicioso e começou a explorar o desenvolvimento de um grande jogo para o HTC Vive. A equipe desenvolveu vários protótipos, com outros três projetos de VR em desenvolvimento até 2017. Eles experimentaram um jogo de VR em sua série Portal, mas constataram que os sistemas de Portal estavam desorientandos no VR e se estabeleceram em Half-Life. O designer Robin Walker disse que Half-Life 3 tem sido uma "perspectiva terrivelmente assustadora", e a equipe viu no VR um modo de retornar com a série.
A Valve construiu protótipos usando os recursos de Half-Life 2 e reduziu os sistemas de jogabilidade até àqueles que se sentissem mais adequados para a realidade virtual. Um desses protótipos se tornou um minijogo no The Lab. Eles descobriram que os sistemas da série Half-Life eram "um encaixe surpreendentemente natural" para o VR, mas a plataforma acabou afetando quase todos os aspectos do design da franquia. Por exemplo, atirar no VR, que exige que o jogador posicione fisicamente sua mão no espaço, é uma experiência diferente de apontar com os controles tradicionais de mouse e teclado. De acordo com Walker, "isso tudo gira em torno de todos os aspectos do design das mecânicas e das fases, além do ritmo e até das coisas como frequência de captadores de munição e ajustes de combate". O pé-de-cabra, uma arma icônica dos jogos anteriores da série Half-Life, foi omitido, pois a Valve não podia fazer o combate corpo a corpo funcionar adequadamente no VR porque os jogadores acidentalmente o pegavam em objetos no mundo do jogo enquanto se moviam, criando um mecanismo confuso. Além disso, os jogadores associaram o pé-de-cabra a Gordon Freeman, o protagonista dos jogos anteriores; A Valve queria criar uma identidade diferente para Alyx, retratando-a como uma "hacker e funileira". Ao determinar suas opções de locomoção da personagem, a Valve se inspirou no jogo de VR Budget Cuts, que usa o método de teletransporte para mover o personagem do jogador entre os locais. Walker disse: "Você vê alguém se teletransportar, e isso é muito chocante para a sua experiência, e você assume que esse é o caso da pessoa que está jogando. Mas Budget Cuts nos mostrou que esse não era o caso".
O desenvolvimento de Half-Life: Alyx iniciou por volta de fevereiro de 2016 e entrou em produção total no final daquele ano. A equipe, composta por cerca de 80 pessoas, é a maior da história da Valve e inclui a Campo Santo, um estúdio da Valve adquirido em 2018. O novo motor de jogo, Source 2, da Valve, inclui melhor suporte para o VR e edição em nível colaborativo, com a Valve planejando lançar um novo editor de fases, Hammer, para o Source 2. A Valve também planeja lançar um SDK (Kit de desenvolvimento de software) do Source 2 parcialmente para os recursos atualizados em uma data posterior, com foco no lançamento no envio e suporte a Alyx.
Os escritores incluem Jay Pinkerton, Sean Vanaman e Wolpaw (que voltou à Valve como contratado). Laidlaw, que co-escreveu os jogos originais da série Half-Life, forneceu consultoria. Mike Morasky, compositor de Portal 2 e Team Fortress 2, compôs Alyx em consulta com Kelly Bailey, compositor dos jogos anteriores da série Half-Life. Alyx é dublada por Ozioma Akagha, substituindo Merle Dandridge dos jogos anteriores, já que a Valve queria uma voz mais jovem. Enquanto os jogos anteriores usavam protagonistas silenciosos, a Valve descobriu que ter Alyx falando melhorava a narrativa. Outros atores incluem James Moses Black como Eli, substituindo Robert Guillaume, que morreu em 2017, e Rhys Darby. Os atores que retornam incluem Tony Todd (Vortigaunts), Mike Shapiro (G-Man) e Ellen McLain (transmissões da Combine). Os membros da equipe enfatizaram que Alyx é "um título completo da série Half-Life" em termos de conteúdo e narrativa. Os designers da Valve, Greg Coomer e Jason Mitchell, citaram que o jogo contém elementos de terror em seu design, comparando o medo, a tensão, o ritmo e o combate de Alyx com filmes de terror e outros jogos como Resident Evil 4.
A Valve anunciou Half-Life: Alyx em novembro de 2019. Foi disponibilizado gratuitamente para os proprietários do Valve Index. Para promover o jogo, todos os jogos anteriores da série Half-Life poderiam ser jogados gratuitamente na Steam a partir de janeiro 2020 até o seu lançamento em 23 de março de 2020. Quando perguntado sobre os planos para o futuro da série Half-Life, o designer David Speyrer disse que a equipe estava disposta, mas estava esperando a reação sobre Alyx. De acordo com Walker, "Nós vemos Half-Life: Alyx como nosso retorno a esse mundo, não o fim dele".

## Recepção
Half-Life: Alyx recebeu "aclamação universal", de acordo com o agregador de resenhas Metacritic.  Os revisores de publicações como a VG247, Tom's Hardware e Video Games Chronicle disseram que o jogo é o "aplicativo matador" do VR. Até o final de março de 2020, era um dos vinte principais jogos para computadores pessoais (PC) de todos os tempos, com base na pontuação agregada do Metacritic.
O trailer de anúncio foi assistido mais de 10 milhões de vezes nas primeiras 24 horas de seu lançamento. Embora a maioria dos fãs tenha expressado entusiasmo, alguns ficaram desapontados com o fato de o jogo estar disponível apenas no VR, ainda um mercado pequeno, mas em crescimento em 2019. Os fones de ouvido e controles base do Valve Index estiveram esgotados nos Estados Unidos, Canadá e na Europa dentro de uma semana do anúncio do jogo, e em meados de janeiro de 2020, estavam esgotados nas 31 regiões em que as unidades foram oferecidas. Segundo a Superdata, a Valve vendeu 103.000 unidades do Index no quarto trimestre de 2019 como resultado do anúncio de Alyx comparados ao total de 149.000 vendidos ao longo de 2019 e foi o fone de ouvido de realidade virtual mais vendido para PC durante esse trimestre. Embora a Valve esperasse fornecer várias encomendas do Index a tempo para o lançamento de Alyx, o surto de coronavírus limitou a cadeia de suprimentos da Valve.
Antes do lançamento do jogo, Vic Hood, da TechRadar, disse: "Esse certamente não é o tão esperado Half-Life 3. No entanto, é bom ver a Valve seguindo um projeto de Half-Life, já que a empresa está quente e fria sobre se veríamos outro título da série. Mas viveremos para sempre na esperança de um Half-Life 3". O executivo da Microsoft, Phil Spencer, disse que jogou o jogo antes de seu anúncio, e achou "incrível". Kevin Webb, da Business Insider, escreveu que Alyx poderia "despertar um novo interesse na indústria [de VR] que lutou para conquistar os jogadores mais hardcores". Andrew King, da USgamer, também sugeriu que Half-Life: Alyx seria o "fazer ou quebrar o VR" para a comunidade de modders, para saber se os jogadores estariam interessados e seriam capazes de usar as ferramentas fornecidas pela Valve para produzir novas criações que aproveitou o espaço do VR, já que é difícil trabalhar com modificações nesse espaço antes desse ponto.

### Vendas
Em seu primeiro dia de lançamento, Half-Life: Alyx teve 43.000 jogadores simultâneos. De acordo com Daniel Ahmad, analista da Niko Partners, esse foi um lançamento bem-sucedido pelos padrões do VR, em comparação com os principais usuários simultâneos de Beat Saber. O número máximo de espectadores assistindo Alyx na Twitch foi de 300.000; De acordo com o escritor da Gamer Network, Haydn Taylor, isso demonstrou como o requisito do VR limitou sua base de jogadores em potencial.
Greg Coomer - diretor de produtos da Valve Software - diz que a empresa sabia que muitos não jogariam Half-Life Alyx em seu lançamento, isso porque a audiência de Realidade Virtual é "relativamente pequena neste momento". Newell descreveu que isso é um "investimento" para tecnologias de longo-termo.  Em 2021, PCGamesN escreveu que, apesar de "habilmente criado", Alyx teve pouco impacto cultural. 